# Gran Premio del Sudafrica 1979
Il Gran Premio del Sudafrica 1979 è stata la terza prova della stagione 1979 del Campionato mondiale di Formula 1. Si è corsa sabato 3 marzo 1979 sul Circuito di Kyalami. La gara è stata vinta dal canadese Gilles Villeneuve, su Ferrari; per il vincitore si trattò del secondo successo nel mondiale. Ha preceduto sul traguardo il sudafricano Jody Scheckter anch'egli su Ferrari e il francese Jean-Pierre Jarier su Tyrrell-Ford Cosworth.

## Vigilia

### Sviluppi futuri
Il 16 febbraio si tenne a Modena una riunione dell'associazione dei costruttori, la FOCA. Dai partecipanti vi furono forti critiche all'operato della CSI e del suo presidente, Jean-Marie Balestre, soprattutto in merito alla multa inflitta a John Watson, in seguito all'incidente del Gran Premio d'Argentina. La FOCA chiese perciò alla FIA di poter organizzare autonomamente il Campionato mondiale di Formula 1. Il comunicato venne criticato dal presidente della CSAI, Fabrizio Serena, che escluse la possibilità che potesse essere creato un campionato alternativo. Serena ribadì anche la volontà di mantenere il Gran Premio d'Italia a Monza, contro la volontà della FOCA di spostarlo a Imola.
L'ipotesi di un esordio dell'Alfa Romeo, con una propria monoposto, dal Gran Premio del Belgio, previsto a maggio, venne criticata da Niki Lauda, pilota della Brabham, scuderia al quale la casa milanese già forniva i motori. Secondo il pilota austriaco vi era un accordo per un esordio non prima di luglio. L'ipotesi però di un esordio già a maggio venne negata dall'ingegner Carlo Chiti, responsabile del progetto dell'Alfa.
James Hunt, pilota della Wolf, e campione del mondo nel 1976, annunciò il suo ritiro dalle competizioni al termine della stagione. L'inglese spiegò che la Formula 1 era divenuta sempre più rischiosa per i piloti.

### Aspetti tecnici
La Scuderia Ferrari utilizzò la nuova 312 T4: la vettura cercava anch'essa la deportanza, pur in presenza di un motore boxer a 12 cilindri, che per la sua forma restringeva i flussi d'aria interni alla carrozzeria, necessari per l'ottenimento dell'effetto suolo. Dopo essere stata solo testata nelle prove del Gran Premio del Brasile venne utilizzata definitivamente dalla Copersucar-Fittipaldi la F6; vi fu l'esordio anche per la nuova Ensign, la N179.
Al termine delle prove libere del mercoledì la Brabham inviò ricorso in merito a una presunta irregolarità della Ligier JS11. Secondo il progettista della scuderia di Bernie Ecclestone, Gordon Murray, la vettura avrebbe montato degli speciali ugelli che avrebbero inviato la benzina nei tromboncini di aspirazione, cosa vietata dal regolamento tecnico. La casa francese si difese affermando che ciò serviva per sopperire alla mancanza di una pompa elettrica.

### Aspetti sportivi
Nei test che si effettuarono sulla pista sudafricana la settimana precedente al gran premio il miglior tempo fu fatto segnare da Jean-Pierre Jabouille su Renault, in 1'12"55. Il francese precedette Gilles Villeneuve e Jody Scheckter, entrambi su Ferrari.
Al mercoledì prima del gran premio, nelle libere, il miglior tempo venne fatto segnare da Gilles Villeneuve, in 1'12"99, che precedette il compagno di scuderia, Jody Scheckter, in 1'13"62. Le Ligier, che avevano dominato i primi due gran premi della stagione, chiusero terza con Jacques Laffite e settima con Patrick Depailler. Jean-Pierre Jabouille, della Renault, terminò quarto, ma subì la rottura del motore. I team gommati dalla Goodyear (tutti tranne Ferrari e Renault) lamentarono una scarsa aderenza delle coperture fornite dalla casa statunitense.

## Qualifiche

### Resoconto
Nella prima giornata di prove ufficiali, al giovedì, Jean-Pierre Jabouille fu il più rapido, abbassando il record del circuito a 1'11"80. Il motore turbo, del quale era equipaggiata la Renault, consentiva una regolazione della pressione che non faceva perdere potenza, mentre tutti gli altri motori, aspirati, subivano una flessione delle prestazioni, dovuta all'altitudine. Dietro al pilota francese si piazzarono le due Ferrari di Jody Scheckter e Gilles Villeneuve. Tutti i team si lamentarono per lo scarso numero di pneumatici forniti da Michelin e Goodyear. Dal suo canto la casa statunitense si lamentò per l'eccessiva spesa sostenuta per la fornitura, e chiese una riduzione del tempo concesso per le prove. Le prove furono caratterizzate da sole e temperature molto alte, tanto che nella sessione pomeridiana i piloti non migliorarono le prestazioni ottenute al mattino, con maggiore fresco.
La sessione del venerdì non modificò in maniera profonda la griglia di partenza. Jean-Pierre Jabouille conquistò la prima pole, per lui e la Renault nel mondiale di Formula 1. Jabouille fu il cinquantatreesimo pilota a riuscire nell'impresa, mentre la casa francese fu la ventiseiesima. L'ultima pole, per una vettura a motore sovralimentato, era stata conquistata da Fred Agabashian, con una Kurtis Kraft a motore Cummins L6 turbocompresso, nella 500 Miglia di Indianapolis 1952, all'epoca prova valida per il mondiale. La Ferrari di Gilles Villeneuve presentò un problema al telaio, che lo limitò durante le prove. Didier Pironi fu protagonista di un incidente: la sua Tyrrell perse la ruota posteriore destra, andando poi a sbattere contro le barriere. Il pilota, colpito da un paletto di sostegno delle reti di protezione, rimase sotto choc ma poté prendere parte al gran premio.

### Risultati
Nella sessione di qualifica si è avuta questa situazione:
| Pos                     | Nº | Pilota                | Costruttore              | Tempo   | Griglia |
| ----------------------- | -- | --------------------- | ------------------------ | ------- | ------- |
| 1                       | 15 | Jean-Pierre Jabouille | Renault                  | 1'11"80 | 1       |
| 2                       | 11 | Jody Scheckter        | Ferrari                  | 1'12"04 | 2       |
| 3                       | 12 | Gilles Villeneuve     | Ferrari                  | 1'12"07 | 3       |
| 4                       | 5  | Niki Lauda            | Brabham-Alfa Romeo       | 1'12"12 | 4       |
| 5                       | 25 | Patrick Depailler     | Ligier-Ford Cosworth     | 1'12"15 | 5       |
| 6                       | 26 | Jacques Laffite       | Ligier-Ford Cosworth     | 1'12"26 | 6       |
| 7                       | 3  | Didier Pironi         | Tyrrell-Ford Cosworth    | 1'12"33 | 7       |
| 8                       | 1  | Mario Andretti        | Lotus-Ford Cosworth      | 1'12"36 | 8       |
| 9                       | 4  | Jean-Pierre Jarier    | Tyrrell-Ford Cosworth    | 1'12"55 | 9       |
| 10                      | 16 | René Arnoux           | Renault                  | 1'12"69 | 10      |
| 11                      | 2  | Carlos Reutemann      | Lotus-Ford Cosworth      | 1'12"75 | 11      |
| 12                      | 6  | Nelson Piquet         | Brabham-Alfa Romeo       | 1'13"07 | 12      |
| 13                      | 20 | James Hunt            | Wolf-Ford Cosworth       | 1'14"21 | 13      |
| 14                      | 7  | John Watson           | McLaren-Ford Cosworth    | 1'14"44 | 14      |
| 15                      | 18 | Elio De Angelis       | Shadow-Ford Cosworth     | 1'14"44 | 15      |
| 16                      | 29 | Riccardo Patrese      | Arrows-Ford Cosworth     | 1'14"54 | 16      |
| 17                      | 8  | Patrick Tambay        | McLaren-Ford Cosworth    | 1'14"58 | 17      |
| 18                      | 14 | Emerson Fittipaldi    | Fittipaldi-Ford Cosworth | 1'14"61 | 18      |
| 19                      | 27 | Alan Jones            | Williams-Ford Cosworth   | 1'14"64 | 19      |
| 20                      | 30 | Jochen Mass           | Arrows-Ford Cosworth     | 1'15"00 | 20      |
| 21                      | 17 | Jan Lammers           | Shadow-Ford Cosworth     | 1'15"35 | 21      |
| 22                      | 28 | Clay Regazzoni        | Williams-Ford Cosworth   | 1'15"68 | 22      |
| 23                      | 31 | Héctor Rebaque        | Lotus-Ford Cosworth      | 1'16"15 | 23      |
| 24                      | 9  | Hans-Joachim Stuck    | ATS-Ford Cosworth        | 1'16"31 | 24      |
| Vetture non qualificate |    |                       |                          |         |         |
| NQ                      | 22 | Derek Daly            | Ensign-Ford Cosworth     | 1'16"64 | NQ      |
| NQ                      | 24 | Arturo Merzario       | Merzario-Ford Cosworth   | 1'18"14 | NQ      |

## Gara

### Resoconto
Al via il poleman Jean-Pierre Jabouille venne passato dalle Ferrari ma, sfruttando la potenza del motore turbo, al termine del rettilineo di partenza si riportò al comando davanti a Jody Scheckter, Gilles Villeneuve, Niki Lauda, Didier Pironi, Jacques Laffite. Al secondo giro Villeneuve superò subito Scheckter alla Crowthorne portandosi al secondo posto, mentre Laffite passò sia Pironi che Lauda. Poche centinaia di metri, e alla Leeukop, le due Ferrari passarono Jabouille. Un giro dopo fu il pilota della Renault a ripassare le due vetture di Maranello, prima di essere nuovamente passato da Jody Scheckter e Gilles Villeneuve.
Nel corso del secondo giro iniziò a piovere: la direzione di corsa decise di fermare la gara, per permettere alle vetture di montare gomme da bagnato. L'ordine della ripartenza fu determinato dalla classifica al secondo giro e la classifica finale venne stilata per somma di tempi. Primo quindi era Villeneuve davanti a Scheckter, Jabouille, Laffite, Pironi, Lauda e Jarier. L'interruzione durò per quarantacinque minuti e la ripartenza avvenne nell'incertezza della scelta degli pneumatici. Solo Jody Scheckter, Patrick Tambay, Nelson Piquet e Patrick Depailler optarono per le gomme slick.
Alla seconda partenza Gilles Villeneuve, che montava gomme da bagnato a differenza di Scheckter, prese un buon vantaggio sul pilota di casa che era seguito da Jean-Pierre Jabouille mentre Jarier scavalcò Niki Lauda; perse invece diverse posizioni Jacques Laffite, autore di una partenza pessima. I piloti si trovavarono in difficoltà in quanto parte della pista era ancora umida, mentre la parte più meridionale del tracciato era già asciutta.
Al quinto giro Scheckter, in difficoltà con le gomme da asciutto, venne passato da Jean-Pierre Jabouille. Nello stesso giro Patrick Depailler fu costretto al ritiro per un'uscita di pista. Al giro 7, con una pista che si stava asciugando con rapidità, Scheckter riconquistò la seconda posizione. Un giro dopo Jabouille perse ancora una posizione, a vantaggio di Jean-Pierre Jarier. Più dietro stavano rinvenendo Mario Andretti, ora quinto, e Jacques Laffite, che si era riportato in ottava posizione.
I piloti iniziarono a fermarsi ai box per montare gomme da asciutto. Il leader della gara, Villeneuve, attese il giro 15 per cambiare le sue gomme: ripartì secondo, dietro a Jody Scheckter. La classifica vedeva ora premiati i piloti che avevano scelto alla seconda partenza gomme slick. Dietro al duo della Ferrari si trovavano Patrick Tambay, Nelson Piquet, Jean-Pierre Jarier, Mario Andretti, Niki Lauda e Alan Jones. La classifica ufficiale, quella per somma di tempi, vedeva invece Jarier terzo, seguito da Andretti, Lauda e Laffite. Nella parte centrale di gara si rifece avanti Carlos Reutemann che entrò in zona punti al 41º giro, con una bella lotta con Jabouille.
Nel gruppo di testa Patrick Tambay scontava dei problemi causati da un alettone danneggiato, mentre Piquet perse diverse posizioni per il motore non al meglio. Al giro 46 Laffite terminò la gara per incidente, mentre Tambay fu costretto a una sosta ai box per il cambio degli pneumatici. Due giri più tardi anche Jabouille si ritirò per un guasto a una valvola.
Anche per Scheckter si profilavano dei problemi con le coperture tanto che al 53º giro decise di fermarsi per sostituirle. Passò a condurre così Villeneuve. Al giro 69 René Arnoux, in battaglia con Piquet per la sesta posizione, abbandonò la gara per una foratura.
Scheckter cercò negli ultimi giri di avvicinarsi a Villeneuve, ma senza successo. Per Gilles Villeneuve si trattò della seconda vittoria iridata. Dietro a Jody Scheckter sui classificò Jean-Pierre Jarier, seguito dalle due Lotus e da Niki Lauda, che aveva passato Nelson Piquet negli ultimi giri.

### Risultati
I risultati del gran premio furono i seguenti:
| Pos | No | Pilota                | Costruttore              | Giri | Tempo/Ritiro | Pos. Griglia | Punti |
| --- | -- | --------------------- | ------------------------ | ---- | ------------ | ------------ | ----- |
| 1   | 12 | Gilles Villeneuve     | Ferrari                  | 78   | 1h41'49"96   | 3            | 9     |
| 2   | 11 | Jody Scheckter        | Ferrari                  | 78   | +3"42        | 2            | 6     |
| 3   | 4  | Jean-Pierre Jarier    | Tyrrell-Ford Cosworth    | 78   | +22"11       | 9            | 4     |
| 4   | 1  | Mario Andretti        | Lotus-Ford Cosworth      | 78   | +27"88       | 8            | 3     |
| 5   | 2  | Carlos Reutemann      | Lotus-Ford Cosworth      | 78   | +1'06"97     | 11           | 2     |
| 6   | 5  | Niki Lauda            | Brabham-Alfa Romeo       | 77   | +1 giro      | 4            | 1     |
| 7   | 6  | Nelson Piquet         | Brabham-Alfa Romeo       | 77   | +1 giro      | 12           |       |
| 8   | 20 | James Hunt            | Wolf-Ford Cosworth       | 77   | +1 giro      | 13           |       |
| 9   | 28 | Clay Regazzoni        | Williams-Ford Cosworth   | 76   | +2 giri      | 22           |       |
| 10  | 8  | Patrick Tambay        | McLaren-Ford Cosworth    | 75   | +3 giri      | 17           |       |
| 11  | 29 | Riccardo Patrese      | Arrows-Ford Cosworth     | 75   | +3 giri      | 16           |       |
| 12  | 30 | Jochen Mass           | Arrows-Ford Cosworth     | 74   | +4 giri      | 20           |       |
| 13  | 14 | Emerson Fittipaldi    | Fittipaldi-Ford Cosworth | 74   | +4 giri      | 18           |       |
| Rit | 31 | Héctor Rebaque        | Lotus-Ford Cosworth      | 71   | Motore       | 23           |       |
| Rit | 16 | René Arnoux           | Renault                  | 67   | Gomma        | 10           |       |
| Rit | 27 | Alan Jones            | Williams-Ford Cosworth   | 63   | Sospensione  | 19           |       |
| Rit | 7  | John Watson           | McLaren-Ford Cosworth    | 61   | Iniezione    | 14           |       |
| Rit | 9  | Hans-Joachim Stuck    | ATS-Ford Cosworth        | 57   | Incidente    | 24           |       |
| Rit | 15 | Jean-Pierre Jabouille | Renault                  | 47   | Motore       | 1            |       |
| Rit | 26 | Jacques Laffite       | Ligier-Ford Cosworth     | 45   | Incidente    | 6            |       |
| Rit | 3  | Didier Pironi         | Tyrrell-Ford Cosworth    | 25   | Acceleratore | 7            |       |
| Rit | 18 | Elio De Angelis       | Shadow-Ford Cosworth     | 16   | Incidente    | 15           |       |
| Rit | 25 | Patrick Depailler     | Ligier-Ford Cosworth     | 4    | Incidente    | 5            |       |
| Rit | 17 | Jan Lammers           | Shadow-Ford Cosworth     | 2    | Incidente    | 21           |       |
| NQ  | 22 | Derek Daly            | Ensign-Ford Cosworth     |      |              |              |       |
| NQ  | 24 | Arturo Merzario       | Merzario-Ford Cosworth   |      |              |              |       |

## Classifiche

### Piloti
| Pos. | Pilota             | Punti |
| ---- | ------------------ | ----- |
| 1    | Jacques Laffite    | 18    |
| 2    | Carlos Reutemann   | 12    |
| 3    | Gilles Villeneuve  | 11    |
| 4    | Patrick Depailler  | 9     |
| 5    | Jody Scheckter     | 7     |
| 6    | Mario Andretti     | 5     |
| 7    | John Watson        | 4     |
| =    | Jean-Pierre Jarier | 4     |
| 9    | Didier Pironi      | 3     |
| 10   | Niki Lauda         | 1     |
| =    | Emerson Fittipaldi | 1     |

### Costruttori
| Pos. | Team                     | Punti |
| ---- | ------------------------ | ----- |
| 1    | Ligier-Ford Cosworth     | 27    |
| 2    | Ferrari                  | 18    |
| 3    | Lotus-Ford Cosworth      | 17    |
| 4    | Tyrrell-Ford Cosworth    | 7     |
| 5    | McLaren-Ford Cosworth    | 4     |
| 6    | Fittipaldi-Ford Cosworth | 1     |
| =    | Brabham-Alfa Romeo       | 1     |